# Домна Михаилиду
Домна Михаилиду (грч. Δόμνα Μιχαηλίδου, рођена 13. новембра 1987) је грчки академик и заменик министра за рад и социјална питања, одговорна је за социјалну заштиту и друштвену солидарност.

## Биографија
Рођена је 13. новембра 1987. Докторирала је Економију финансија и развоја на Универзитету у Кембриџу, ради на економском развоју, финансијским кризама и јавним финансијама. Претходно је била саветник реформа лидера Партије нове демократије у Грчкој где је саветовала Киријакоса Мицотакиса о питањима везаним за структурне реформе, макроекономски раст и финансијска тржишта. Од 2014. године је предавала финансије и развој, приватни и јавни дуг и државну регулацију у Центру за развојне студије Универзитета у Кембриџу. Радила је за Организацију за економску сарадњу и развој у Паризу и Атини као економиста и стручњак за конкуренцију. Предавала је и на Универзитету у Кембриџу и Школи за јавну политику Лондонског универзитетског колеџа. Саветовала је владине и невладине институције као што су програм Уједињених нација за развој, Организација за храну и пољопривреду, Британски савет, Министарство здравља Ирана и друге. Њену књигу The Inexorable Evolution of Financialisation: Financial Crises in Emerging Markets је објавио Palgrave Macmillan 2016. године. Њен рад се такође појављује у академским часописима, институционалним извештајима и популарној штампи.

## Радови
- Michailidou D.M. 'Financial Crises in Emerging Markets: The destabilising effects of sudden surges of capital inflows and the inexorable evolution of financialisation', Palgrave Macmillan,[3] published in November 2015. Foreword by G. Harcourt.
- Kennedy J. and D.M. Michailidou, 2017, 'Divergent Policy Responses to Increasing Vaccine Skepticism in Southern Europe', The Lancet Infectious Diseases.
- Kennedy J. and D.M. Michailidou, 2017, 'Civil war, contested sovereignty and the limits of global health partnerships: A case study of the Syrian polio outbreak in 2013', Health Policy and Planning, Oxford University Press.
- Bowden S., Michailidou D.M. and Pereira A., 2008, 'Chasing Mosquitoes: An exploration of the relationship between economic growth, poverty and the elimination of malaria in Southern Europe in the 20th Century' published in the Journal of International Development (20  (8):).
- Domna Michailidou and Jonathan Kennedy (2017). 'When Populism can Kill,' Project Syndicate[5]
- Jonathan Kennedy and Domna Michailidou (2016). 'Rethinking Humanitarian Aid in Civil Wars,' Project Syndicate[6]
- Jonathan Kennedy and Domna Michailidou (2016): 'The politics of polio eradication,' Project Syndicate[7]